# Marco Timperi
Marco Timperi (Atri, 22 luglio 1997) è un cestista italiano.

## Carriera
Cresce nel settore giovanile dell'Amatori Pescara, nella stagione 2012-13 disputa con i biancorossi un campionato di Serie C regionale e nello stesso anno esordisce in Serie B.
Dopo tre campionati di Serie B con la maglia di Pescara si trasferisce nell'estate del 2016 a Mantova, nella Pallacanestro Mantovana squadra della città militante nel campionato di Serie A2 dove rimane anche nella stagione 2017-18 sotto la guida del nuovo coach Davide Lamma. 
Nella stagione 2018/19 scende di categoria con la maglia della Pallacanestro Orzinuovi dove conquista la promozione in Serie A2. Nel 2019/20 veste la maglia del Campetto Stamura 1920 senza però terminare la non brillante stagione a causa del coronavirus.
Nella stagione 2020/21 vesta la maglia della Pallacanestro Fiorenzuola 1972.
L’anno 2021/22 indossa la maglia della N.P.C. Rieti dove rimane anche per la stagione successiva nel campionato di Serie A2.

## Nazionale
Ha preso parte a tutte le Nazionali giovanili italiane disputando nel 2013 il Festival olimpico della gioventù europea ad Utrecht  e nell'estate del 2017 invece partecipa ai Campionati europei maschili di pallacanestro Under-20 di Creta dove, sotto gli ordini di coach Maurizio Buscaglia, risulta il più utilizzato in campo (30,7 minuti di media a partita) ed ha un ruolo fondamentale nella salvezza della formazione azzurra con 7 punti, 5,3 rimbalzi e 2,1 assist di media a partita.

## Palmarès
- Campionato italiano di Serie B

Pallacanestro Orzinuovi: 2018-19